# Gösäl Ainitdinowa
Gösäl Ainitdinowa (kasachisch Гозаль Айнитдинова, engl. Transkription Gozal Ainitdinova; * 22. August 1998) ist eine kasachische Tennisspielerin.

## Karriere
Ainitdinowa begann im Alter von sechs Jahren mit dem Tennissport, ihr bevorzugtes Terrain ist der Hartplatz. Auf der ITF Women’s World Tennis Tour hat sie bislang zwei Titel im Einzel und fünf im Doppel gewonnen.
Ihr erstes Turnier auf der WTA Tour bestritt Ainitdinowa 2017 bei den Tashkent Open, als sie eine Wildcard für die Qualifikation erhielt. Sie verlor aber bereits in der ersten Runde gegen Ana Bogdan mit 2:6 und 2:6. Bei den Asienspielen erreichte sie 2018 im Einzel das Achtelfinale; an der Seite von Anna Danilina gewann sie im Damendoppel die Bronzemedaille.
Ainitdinowa wurde 2018 erstmals für die kasachische Fed-Cup-Mannschaft nominiert. Sie und ihre Partnerin Schibek Qulambajewa konnten gegen China ihr Doppel mit 6:0 und 6:0 gewinnen.

## Turniersiege

### Einzel
| Nr. | Datum            | Turnier  | Kategorie   | Belag     | Finalgegnerin       | Ergebnis |
| --- | ---------------- | -------- | ----------- | --------- | ------------------- | -------- |
| 1.  | 21. Oktober 2017 | Colombo  | ITF $15.000 | Sand      | Pranjala Yadlapalli | 7:5, 6:4 |
| 2.  | 26. Januar 2020  | Monastir | ITF W15     | Hartplatz | Julija Hatouka      | 6:2, 6:4 |

### Doppel
| Nr. | Datum            | Turnier             | Kategorie | Belag     | Partnerin           | Finalgegnerinnen                           | Ergebnis            |
| --- | ---------------- | ------------------- | --------- | --------- | ------------------- | ------------------------------------------ | ------------------- |
| 1.  | 29. Februar 2020 | Antalya             | ITF W15   | Sand      | Sosia Kardawa       | María Herazo González Yuliana Lizarazo     | 64:7, 7:61, [12:10] |
| 2.  | 10. Oktober 2020 | Scharm asch-Schaich | ITF W15   | Hartplatz | Schibek Qulambajewa | Yekaterina Dmitrichenko Kamila Kerimbajewa | 6:1, 2:6, [12:10]   |
| 3.  | 17. April 2021   | Schymkent           | ITF W15   | Sand      | Schibek Qulambajewa | Wiktorija Dema Anna Ureke                  | 6:2, 5:7, [10:7]    |
| 4.  | 8. Mai 2021      | Monastir            | ITF W15   | Hartplatz | Hanna Kubarawa      | Sarah Beth Grey Dasha Ivanova              | 7:5, 6:2            |
| 5.  | 16. April 2022   | Chiang Rai          | ITF W25   | Hartplatz | Marija Timofejewa   | Momoko Kobori Luksika Kumkhum              | 2:6, 7:5, [10:4]    |